# Свірзький ландшафтний заказник
Сві́рзький зака́зник — ландшафтний заказник місцевого значення в Україні. Розташований у межах Бібрської міської громади, між селами Любешка і Плоска Львівського району Львівської області.
Площа 451 га. Оголошено рішенням Львівської облради від 9.10.1984 року № 495 та від 31.07.1997 року № 209 (зменш. площі). Перебуває у віданні Бібрського ДЛГ (Свірзьке л-во), кв. 31 (1-3, 8-10, 13-19), 33 (1-16), 34 (1-11), 35 (1-11), 36 (1-15), 37 (1-15), 38 (1-12), 39 (1-28).
Створено з метою збереження цінних букових лісів природного походження, а також цінних видів фауни. Зростають такі деревні породи: бук, граб, дуб, модрина, смерека, сосна, ясен, в'яз, клен, липа, береза, осика, вільха й інші; також чагарники — ліщина, крушина, бузина червона, бруслина, черемха, верба, калина, горобина. Багатий трав'яний покрив — чоловіча і жіноча папороть, маренка запашна, горлянка повзуча, печіночниця звичайна, квасниця звичайна, копитняк європейський, плющ звичайний, зірочник лісовий, осока колосиста, суниця лісова.
З тварин водяться лось, сарна, дикий кабан, борсук, вивірка, куниця, заєць тощо.